# Déserteuse !
Déserteuse ! ou La Déserteuse est un film muet français réalisé par Louis Feuillade et sorti en 1917.

## Fiche technique
- Réalisation et scénario : Louis Feuillade
- Société de production : Société des Etablissements L. Gaumont
- Format : Noir et blanc - Muet - 1,33:1 - 35 mm - Son mono
- Métrage : 1 300 m
- Date de sortie : 
  - France : juin 1917

## Distribution
- Yvette Andréyor
- Camille Bert
- René Cresté
- Yvonne Dario
- Sylvette Fillacier
- Louis Leubas
- Olinda Mano
- Édouard Mathé